# Challand-Saint-Anselme
Challand-Saint-Anselme község Olaszországban, Valle d’Aosta régióban.

## Elhelyezkedése

Challand-Saint-Anselme község Valle d'Aosta térképén

Szomszédos települések: Brusson, Challand-Saint-Victor, Emarèse, Issime